# 이석근
이석근은 대한민국의 영화감독이다.

## 참여 작품
- 2000년 누가 예수를 죽였는가? - 감독,각본,편집
- 2017년 범죄도시 - 각색
- 2017년 부라더 - 각색
- 2018년 너의 결혼식 - 감독,각본